# Пелевін Іван Всеволодович
Іван Всеволодович Пелевін (1900, село Коробово Вологодської губернії, тепер Вологодської області, Російська Федерація — розстріляний 30 вересня 1937) — український радянський партійний діяч, 1-й секретар Маріупольського міського комітету КП(б)У, 1-й секретар Старобільського окружного комітету КП(б)У. Кандидат у члени ЦК КП(б)У в січні 1934 — травні 1937 р. Член ЦК КП(б)У в червні — серпні 1937 р.

## Біографія
Член РКП(б) з 1919 року.
У 1920 роках — відповідальний секретар Вологодського повітового комітету РКП(б). До грудня 1921 року — завідувач агітаційно-пропагандистського відділу Вологодського губернського комітету РКП(б).
У грудні 1921 — 1922 року — виконувач обов'язків відповідального секретаря Вологодського губернського комітету РКП(б).
На 1927 рік — завідувач Луганського окружного відділу народної освіти.
До 1930 року — завідувач Одеського міського відділу народної освіти, Одеський окружний інспектор народної освіти. З 1930 року — завідувач відділу культури і пропаганди Одеського міського комітету КП(б)У.
З липня 1932 року — завідувач Донецького обласного відділу народної освіти.
До січні 1935 року — 1-й секретар Маріупольського міського комітету КП(б)У Донецької області.
У 1935—1937 роках — 1-й секретар Старобільського окружного комітету КП(б)У Донецької області.
У 1937 році — завідувач відділу керівних партійних органів Донецького обласного комітету КП(б)У.
У серпні 1937 року заарештований органами НКВС. 26 вересня 1937 року засуджений до розстрілу. Посмертно реабілітований 3 жовтня 1956 року.